# Hypomicrogaster zonaria
Hypomicrogaster zonaria är en stekelart som först beskrevs av Thomas Say 1836.  Hypomicrogaster zonaria ingår i släktet Hypomicrogaster och familjen bracksteklar. Inga underarter finns listade i Catalogue of Life.